# Freya (Schiff, 1905)
Das Dampfschiff Freya ist ein 1905 gebauter stählerner Seitenraddampfer mit hohen in Naturfarben belassenen Holzaufbauten, der ursprünglich auf der Schelde zuhause war und heute vor allem als Fahrgastschiff bei  Rundfahrten auf dem Nord-Ostsee-Kanal eingesetzt wird. Kiel ist seit 2005 sein neuer Heimathafen.

## Geschichte

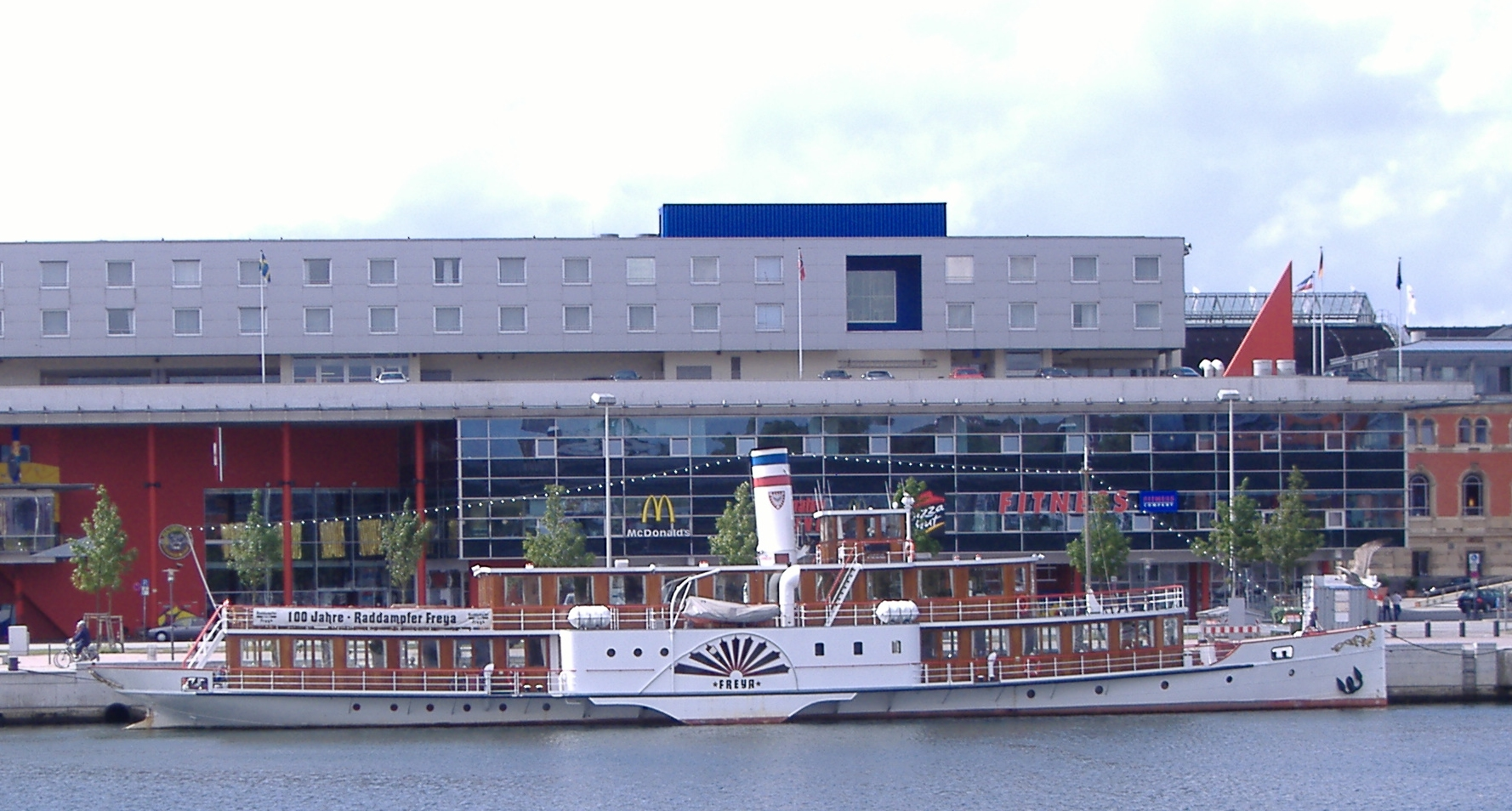
Die Freya an ihrem Liegeplatz

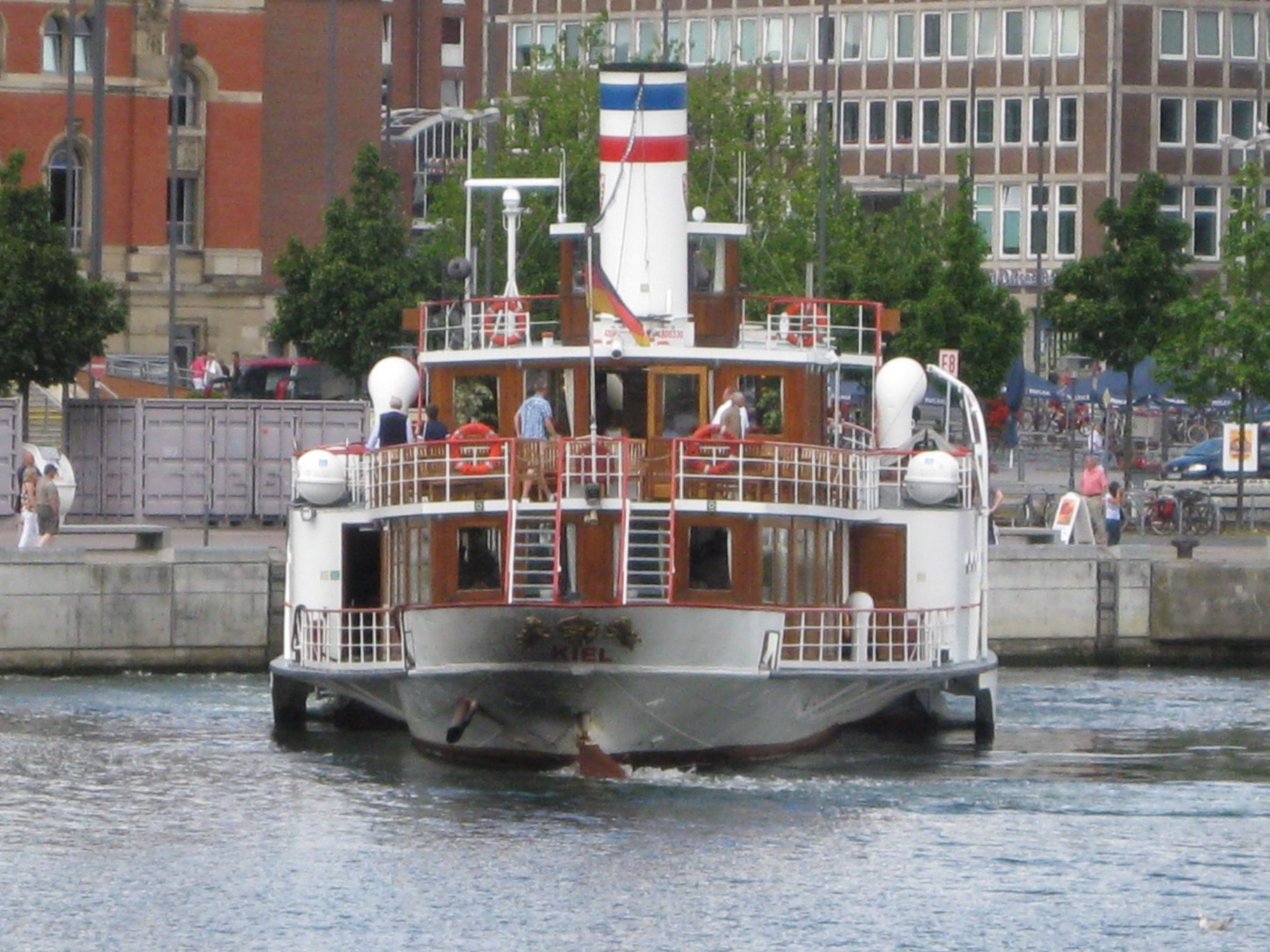
Heckansicht beim Einlaufen in Kiel

Am 21. April 1905 lief die Freya mit der Baunummer 514 unter dem Namen Westerschelde bei der Schiffswerft J. & K. Smid in Kinderdijk für die Provinziale Stoomboot Diensten vom Stapel. Ihre Einsatzgebiete waren die Schelde und dort der Verkehr zu den Inseln Zeelands. Ab 1907 wurde das Schiff als Königliche Yacht für Königin Wilhelmina (1890–1948) auf den niederländischen Binnengewässern eingesetzt.
Im November 1933 wurde sie an die Schiffswerft F. De Clerk, Terneuzen, verkauft, die sie bereits 1935 an P. J. Zwaans weitergab. Der neue Eigner setzte das Schiff als Dieselbunkerschiff unter dem Namen De Zwaan ein. Ab 1965 diente die De Zwaan den neuen Eignern, den Gebrüdern Schless als schwimmender Verkaufsladen und Tankstelle für Schiffer, bis sie 1988 an Clemens Key in Rotterdam zur Verschrottung verkauft wurde. Dazu kam es aber nicht, die De Zwaan wurde 1990 in den De Nederlander umbenannt und renoviert. Nach der Renovierung wurde das Schiff für exklusive Charterfahrten im Rotterdamer Hafen eingesetzt.

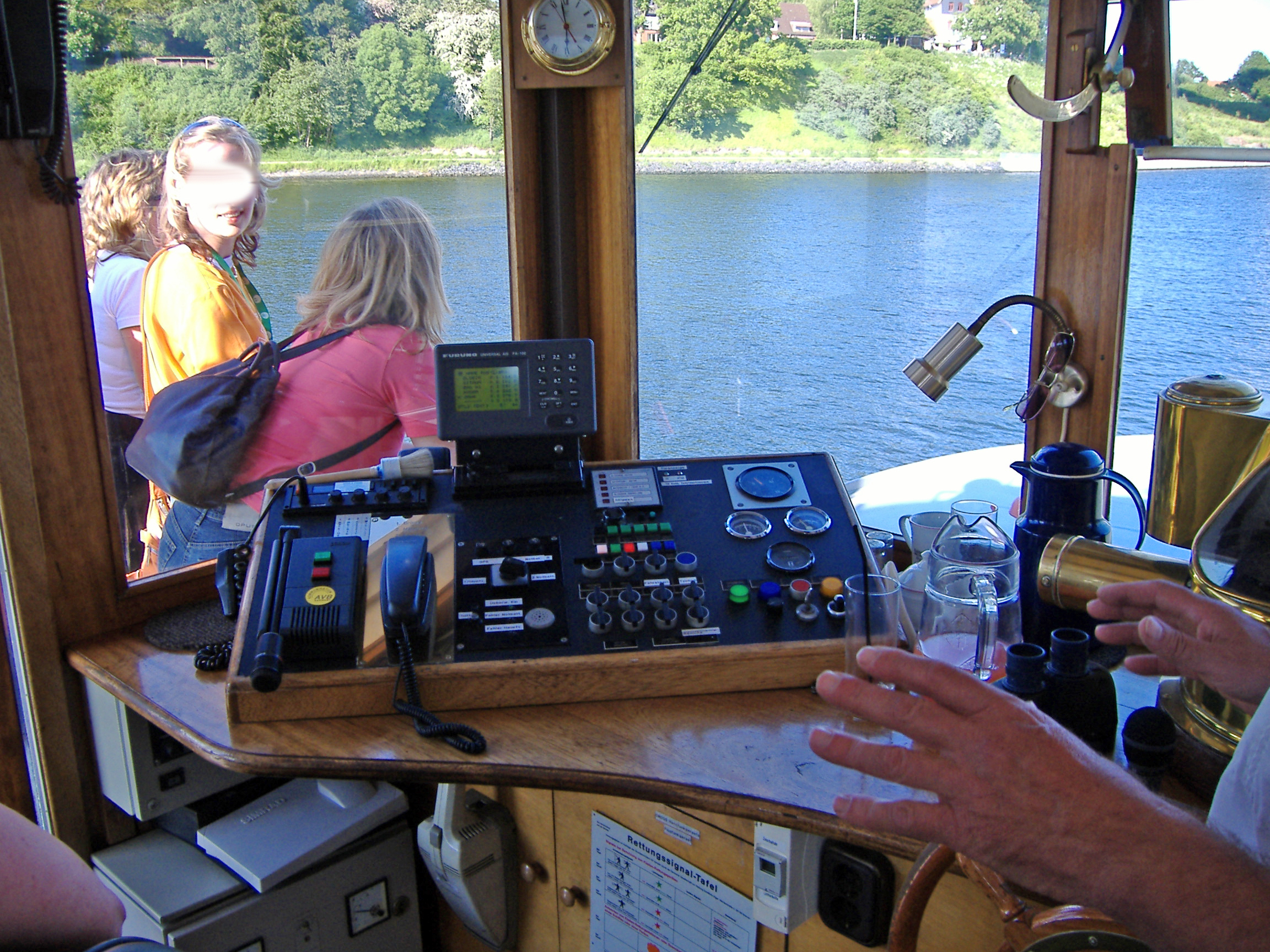
Blick auf den Kommandostand

1999 kaufte die Reederei Sven Paulsen, Westerland, den Raddampfer und gab dem Schiff den jetzigen Namen. Der neue Schiffsname sollte an die ehemaligen Dampfschiffe Freya und Frisia erinnern, die bis 1927 die Insel Sylt bis zum Bau des Hindenburgdammes versorgten. Heimathafen wurde zunächst List auf Sylt. Ab November 2000 wurde die Freya in Kiel stationiert und für Rundfahrten eingesetzt. Anlässlich des hundertsten Geburtstags wurde am 21. April 2005 Kiel neuer Heimathafen. Von hier wird sie als Fahrgastschiff für Tagesrundfahrten, meist auf dem Nord-Ostsee-Kanal, eingesetzt.

### Unfälle
- Am 2. Mai 1907 lief das Schiff als Westerschelde mit Passagieren an Bord im Nebel auf. Es gab keine Verletzten, das Schiff konnte erst vier Tage später freigeschleppt werden.
- Im Jahr 1930 wurde ein Teil des Hecks beschädigt.

### Besonderheiten
Im Zweiten Weltkrieg diente die De Zwaan im Jahr 1944 auch als Versteck untergetauchter Juden.

## Technische Beschreibung

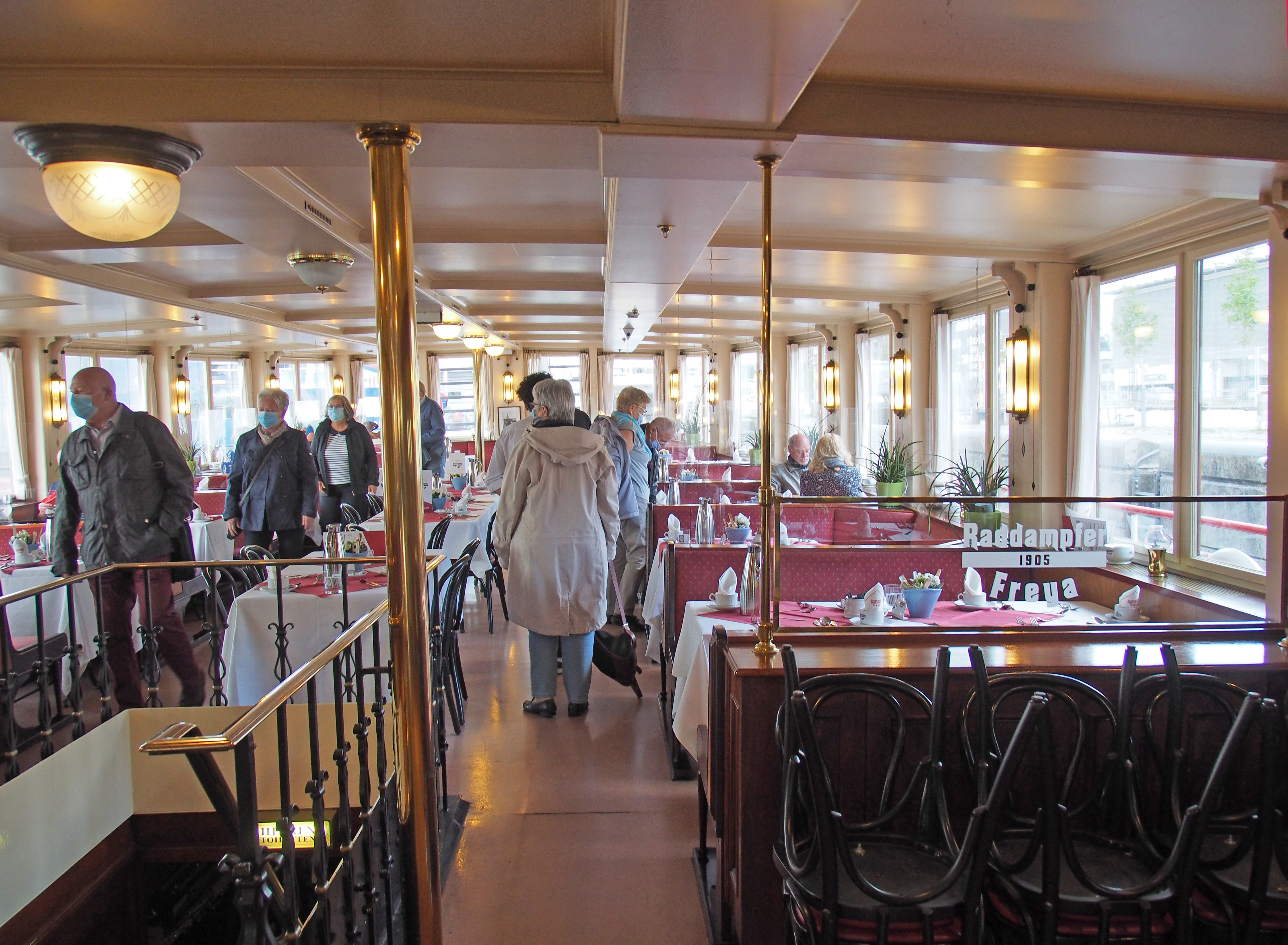
Innendeck der Freya

Auffallend am heutigen Aussehen sind die weitgehend hölzernen Aufbauten, die eineinhalb geschlossenen Decks und eine vergoldete Bugverzierung.
Der mittschiffs gelegene Schornstein trägt blau-weiß-rote Ringe, darunter das  Kieler Wappen. Der Schiffsname befindet sich mittig auf den Radkästen mit neun strahlenförmigen Ausschnitten und acht Fenstern. Die Freya wird mit einer 2-Zylinder-Verbunddampfmaschine angetrieben, die bei einer Leistung von 140 PSi das Schiff auf 8,5 Knoten beschleunigen kann. Wahlweise wird das Schiff auch mit einem 400 PS Dieselmotor über eine Schiffsschraube angetrieben.
Zur Bewirtung der Gäste befindet sich im Schiffsinneren ein Salon, dessen Besonderheit ein sog. „Buffet-Lift“ ist: Das Buffet wird mitsamt dem Personal aus der Kombüse im Unterdeck heraufgefahren.